# NGC 2523
NGC 2523 (również UGC 4271, PGC 23128 lub Arp 9) – galaktyka spiralna z poprzeczką (SBbc), znajdująca się w gwiazdozbiorze Żyrafy. Odkrył ją Edward D. Swift 7 września 1885 roku.